# مارغوت مو
مارغوت مو (بالنرويجية: Margot Moe)‏ (و. 1899 – 1988 م) هي متزلجة فنية نرويجية، شاركت في الألعاب الأولمبية الصيفية 1920، توفيت في أوسلو، عن عمر يناهز 89 عاماً.

## روابط خارجية
- مارغوت مو على موقع اللجنة الأولمبية الدولية (الإنجليزية)
- مارغوت مو على موقع أوليمبيديا (الإنجليزية)